# نيو ميلفورد (كونيتيكت)
نيو ميلفورد (بالإنجليزية: New Milford, Connecticut)‏ هي بلدة أمريكية تقع في الولايات المتحدة في كونيتيكت. يقدر عدد سكانها بـ 28,667 نسمة ومساحتها 165.0 كم2 وترتفع عن سطح البحر 86 متر.

## أعلام
- ناثانيل ويليام تايلور
- تشارلز د. شيروود
- فرانك كيبل
- نورمان إس. هال
- إليجاه بوردمان